# Тополовец (Врбовец)
Тополовец је насељено место у граду Врбовец, Загребачка жупанија, Хрватска.

## Историја
До територијалне реорганизације у Хрватској био је у саставу старе општине Врбовец.

## Становништво
У попису становништва из 2011. године, Тополовец је имао 133 становника.
| Број становника према пописима | Број становника према пописима | Број становника према пописима | Број становника према пописима | Број становника према пописима | Број становника према пописима | Број становника према пописима | Број становника према пописима | Број становника према пописима | Број становника према пописима | Број становника према пописима | Број становника према пописима | Број становника према пописима | Број становника према пописима | Број становника према пописима | Број становника према пописима |
| ------------------------------ | ------------------------------ | ------------------------------ | ------------------------------ | ------------------------------ | ------------------------------ | ------------------------------ | ------------------------------ | ------------------------------ | ------------------------------ | ------------------------------ | ------------------------------ | ------------------------------ | ------------------------------ | ------------------------------ | ------------------------------ |
| 1857                           | 1869                           | 1880                           | 1890                           | 1900                           | 1910                           | 1921                           | 1931                           | 1948                           | 1953                           | 1961                           | 1971                           | 1981                           | 1991                           | 2001                           | 2011                           |
| 49                             | 66                             | 61                             | 74                             | 87                             | 115                            | 112                            | 127                            | 117                            | 128                            | 129                            | 122                            | 122                            | 112                            | 103                            | 133                            |

Напомена: До 1900. исказивано под именом Тополовац, а од 1910. до 1981. под именом Тополовац Врбовечки.